# Андреа Мантеня
Андреа Мантеня (1431, Изола ди Картуро, Венецианска република – 1506, Мантуа) е един от най-изтъкнатите падуански/северноиталиански художници от Куатроченто (15 век). Майстор на перспективата и ракурса, той има важен принос за композиционните техники на ренесансовата живопис. Една от ключовите фигури през втората половина на 15 век, Мантеня оказва господстващо влияние върху северноиталианската живопис за 50 години. Той е също график, а неговите многобройни гравюри оказват силно влияние върху северни художници като Албрехт Дюрер.

## Ранни години и чиракуване
Роден най-вероятно в Изола ди Картуро (днешно подселище на Пиацола сул Брента), между Виченца и Падуа, Мантеня става ученик и осиновен син на падуанския художник и търговец на антики Франческо Скуарчоне. Учи изобразително изкуство, а така също и латински от него, като Франческо пробужда у него интерес към Античността. През 1445 г. е записан в Гилдията на живописците на Падуа.
Страстта на Мантеня към Античността е повлияна от неговия учител и археологическите му интереси, изобилието на римски останки в Северна Италия и хуманистичната атмосфера, идваща от местния университет.
Влиянието върху художника оказват древните римски скулптури, Флорентинската школа, но най-вече произведенията на неговия съвременник – скулпторът Донатело. Това личи ясно от начина му на предаване на човешкото тяло. Неговите фигури се отличават с монолитност, експресивност и анатомична точност.

## Първи самостоятелни творби
Мантеня приключва чиракуването си при Скуачоне на 17-годишна възраст. Най-ранната му независима поръчка е декорацията на Капела „Оветари“ в църквата „Еремитани“ в Падуа (1459 г.), по-голямата част унищожена през Втората световна война. Тези сцени, по-специално Св. Якоб воден към екзекуция, показват майсторство на перспективата и силния ракурс (сцената е пригодена за ниската гледна точка на наблюдателя в капелата), ненадминати в която и да е картина от това време. Освен това познанията на Мантеня по анатомия и неговата археологична прецизност са очевидни.
Влиянието на Донатело (фигурата на Римския войник например е заимствана от донателовия Св. Георги) е дори още по-забележителна в следващата поръчка на Мантеня – Олтарът на църквата Сан Дзено (1458 г., Верона). Пространствената конструкция на изрисуваната зала ал’антиква, в която Мадоната, Младенецът и придружаващите ги светци стоят съответстващо на действителната рамка, като например изрисуваната архитектурна обстановка се отнася към действителния антаблеман и четири дървени колони в рамката на олтара; така самата рамка имитира фасадата на античен храм. Композицията вероятно произхожда от донателовия разглобен олтар в църквата „Санто ...“ в Падуа.
През 1453 г. Мантеня се жени за дъщерята на Якопо Белини Николиза. Той и синът на Якопо – Джовани Белини използват рисунка на Якопо за основа на Молитва в Гетсиманска градина (1455 г.): сравнение между двамата разкрива разликата между монументалната концепция на Мантеня и новата концепция на Джовани, където формите са изградени от цвят и светлина, с омекотен контур, които стават характерни за венецианската живопис.
В своята живопис той следва традицията на флорентинеца Мазачо, но отдава предпочитание на плътната темпера, както е прието при художниците от Венеция.
Интересна е съпоставката на тема „Сретение Господне“:
- Андреа Мантеня, Представяне в храма (ок. 1454), Берлинска картинна галерия
- Джовани Белини, Представяне на Христос в храма (1459), Фондация „Куерини Стампаля“, Венеция

## Портрети
Творчеството на Андреа Мантеня заема особено място в прехода към новия портретен стил на Ренесанса. Без да къса окончателно с традицията на профилния портрет, той е един от първите, който се обръща към новия стил композиция – „Портрет на кардинал Лудовико Медзарота (или Лудовико Тревизано)" (ок. 1459 г., Берлинска картинна галерия). Той изобразява своя модел почти във фас, вероятно следвайки някакъв нидерландски образец. Но от Нидерландия той заимства в такъв случай само общата формула, схемата на композицията, а във всичко останало неговият портрет е пълна противоположност на северния. Той е изрисуван с темпера, а не с маслени бои, в него няма живописна мекост и сияещо цветово звучене, а обратно – присъства енергичен контраст на боите, който сякаш е пронизителен. Възможно е да го е вдъхновил някой античен портрет.
Доколкото Мантеня е придворен художник, той безусловно често работи като портретист. Съдейки по документите, той рисува несъхранени кавалетни портрети на Лудовико III Гондзага и Барбара фон Бранденбург (1423 – 1481). Споменавайки конкретно тези фрески, може да се каже, че той широко използва нов тип композиция наред с традиционната профилна. Трима души са нарисувани в профил в Капела „Оветари“ в църквата „Еремитани“ в Падуа. Съгласно Вазари това са негови близки приятели.
Мантеня рисува впоследствие и кавалетни профилни портрети: „Портрет на кардинал Франческо Гондзага“ (възможно е това да е умалено копие от негов несъхранен оригинал), „Мъжки портрет“ (Национална художествена галерия, Вашингтон), „Мъжки портрет“ (Музей „Полди-Пецоли“, Милано).
- Портрет на кардинал Лудовико Тревизано (ок. 1459), Берлинска картинна галерия
- Портрет на кардинал Франческо Гондзага (1460-те), Национален музей „Каподимонте“, Неапол
- Мъжки портрет (ок. 1470), Национална художествена галерия, Вашингтон
- Мъжки портрет (ок. 1460), Музей „Полди-Пецоли“, Милано

## Зрял и късен период в Мантуа
От 1460 г. Мантеня става придворен художник на управниците на Мантуа – фамилията Гондзага и се ориентира от религиозни към светски и алегорични сюжети. След това той напуска Мантуа само за кратки пътувания до Тоскана и Рим.

### Фрески в Камера дели Спози (Мантуа)
Неговата най-важна творба от този период е фресковата декорация на Камера дели Спози (Залата на младоженците) на Замъка „Сан Джорджо“ (част от Херцогския дворец в Мантуа) (1465 – 1474 г.). В тези творби той довежда изкуството на илюзорната перспектива до нови висини. Неговите портрети на мантуанския двор не са просто залепени за стената, а създават илюзията за реалистичност и пространство, все едно стената е изчезнала. Илюзията е пренесена върху тавана, който изглежда отворен към небето, със слуги, херувими и паун. От въображаем парапет на кръгъл балкон фигурите изглеждат все едно гледат към стаята долу. Такава убедителна илюзия не е постигана чак до произведенията на Рафаело във Ватикана и на Антонио да Кореджо в Парма, преди да достигне своя апогей в бароковите тавани на 17 век.
На северната стена е изписана Придворна сцена, изобразяваща дарителя (в неофициална обстановка) и неговата жена Барбара фон Бранденбург (1423 – 1481), седящи в обкръжение на родственици (синовете им с техните жени и деца). Група придворни запълва останалото пространство на изображението на закрития двор-градина (giardino segreto). Към херцога се е приближил неговият секретар Марсилио Андреаси и приведен му съобщава нещо. В ръцете на херцога има отворено писмо. Неизвестната новина, която съобщават на Лудовико III Гондзага, буди много версии, от които най-достоверна е тази на Гращенков. Той смята, че известието е относно избирането на вторрородния му син Франческо Гондзага за кардинал (краят на 1461 г.). Достоверност на сцената придават многочислените детайли: в краката на Барбара стои нейното любимо джудже, а под креслото на Лудовико се е свило неговото куче Рубино. На коленете на херцогинята се е сгушила нейната малка дъщеря Паола, държаща в ръка ябълка.
|                                                                 |  |                           |  |                                        |
| Лудовико Гондзага и неговия секретар Марсилио Андреаси /детайл/ |  | Фреска на Северната стена |  | Паола Гондзага държаща ябълка /детайл/ |

|                     |  |        |  |                                             |
| Фрагмент от плафона |  | Плафон |  | Автопортрет на Мантеня, замаскиран в декора |

### Късни творби
По-късните творби на Мантеня са разнообразни по качеството. Неговата най-голяма поръчка – серия фрески за Триумфите на Цезар (1489) изразява по-скоро сух класицизъм. Но Парнас (1497) – алегорична картина възложена от Изабела д’Есте, жената на Франческо Гондзага, е неговата най-свежа, най-жива творба. Неговата работа никога не престава да бъде новаторска за времето си. В Мадоната на победата (1495 г.) той представя ново композиционно подреждане, базирано на диагонали, което по-късно е използвано от Антонио да Кореджо.

### „Мъртвият Христос“ (ок. 1500 г.)
Точната дата на създаването на картината е неизвестна; предполагаемата датировка се колебае от 1466 до 1500 г. До смъртта на автора картината остава в неговата работилница и е намерена след неговата смърт. Днес се съхранява в Пинакотека „Брера“ в Милано.
Сюжетът на картината е оплакването на Христа – традиционна тема за европейската живопис. Тялото на Христа лежи на мраморен постамент; отляво са изобразени профилите на Богородица и апостол Йоан. В горния ляв ъгъл е различим фрагмент на още едно лице. По всяка вероятност това е Мария Магдалена, на което указва и стоящия до Христа съд с миро.
Известността на произведението допринася на първо място неговото оригинално композиционно решение. Тялото на лежащия на камъка Христос е изобразено в необичаен ракурс: не паралелно, а перпендикулярно на хоризонталната ос. Смелостта и сложността на такова решение е неочаквано за изкуството на Ранния Ренесанс. Рязкото съкращаване на перспективата позволява на зрителя едновременно да вижда лицето на мъртвия Христос и раните на неговите стъпала. При това изследователите отбелязват един нюанс: стъпалата на Христос са явно умалени, а главата в сравнение с тях е увеличена. Подобна диспропорция, допусната от художника, не е случайна: ако Мантеня бе предал реално съотношение между стъпалата и главата, основното място върху платното биха заели краката и това би попречило на възприемането на главния център на картината – главата на Христос. Това доказва, че експериментът с перспективата не е самоцел, а средство за решаване на сложна художествена задача.
Експресивността и напрежението на композицията подчертава така и разположението на останалите персонажи. Техните лица са „изрязани“ в края на платното: ние виждаме само стиснатите им палци и прискърбните им устни. Те, както в живота, са близо до Христос, а сега са малки и безсилни пред величието и тайната на неговата смърт.
Мъртвият Христос е изобразен пределно реалистично. Тялото и зеещите рани са материални, обемни, сякаш пред нас е скулптура, а не платно. Почти монохромният колорит не просто предава бледността на безжизненото тяло, но и дословно уподобява цвета на изначално мъртвия камък под него, върху който лежи тялото. В Христос няма нищо свръхчовешко, трансцендентално; на зрителя се представя „мъртъв къс материя“. Само едва забележимият ореол говори за божествената природа на Христос и дава надежда за възкресение.
Това произведение на Мантеня оказва влияние на много художници. Най-явно то се забелязва в едноименната картина на Анибале Карачи „Мъртвият Христос“, а проявата на майсторско владеене на ракурса отвежда към стила на маниеристите от 16 век.

### Смърт
Андреа Мантеня умира в Мантуа на 13 септември 1506 г. Прахът му се пази в базиликата „Сант Андреа“.